# Marko Jarić
Marko Jarić (nacido el 12 de octubre de 1978 en Belgrado, República Federal Socialista de Yugoslavia) es un exjugador de baloncesto profesional serbio que jugó 7 temporadas en la NBA, además de hacerlo en diversas ligas europeas. Con 2,01 metros de estatura, jugaba indistintamente en las posiciones de base y escolta.

## Trayectoria deportiva
Fue seleccionado en el puesto 30 en el draft de la NBA de 2000 por Los Angeles Clippers. En agosto de 2005 fue enviado a Minnesota Timberwolves junto con Lionel Chalmers a cambio de Sam Cassell y futuras consideraciones.
Jugó en el equipo nacional de Yugoslavia cuando ganó en el año 2002 el mundial de baloncesto de la FIBA en Indianápolis, y también participó en la medalla de oro en 2001 en el campeonato europeo. Jarić es el único jugador en ganar la Liga de baloncesto de Italia dos veces consecutivas con dos equipos diferentes. En el 2000 con Fortitudo Bologna y el 2001 con el Kinder Bologna.
Marko Jarić es hijo de Srecko Jarić, considerado uno de los mejores jugadores internacionales de baloncesto.
El 27 de junio de 2008 fue traspasado a Memphis Grizzlies junto con Antoine Walker, Greg Buckner y los derechos de O.J. Mayo por Mike Miller, Brian Cardinal, Jason Collins y los derechos de Kevin Love. En diciembre de 2009, regresó a Europa para fichar por la sección de baloncesto del Real Madrid, club con el que finalizó la temporada firmando unas medias de 5,9 puntos, 2,5 rebotes y 2,2 asistencias en la liga ACB y de 7,1 puntos, 4,2 rebotes y 1,7 asistencias en la Euroliga.
En octubre de 2012 firmó por los Chicago Bulls, pero no llegó a hacerse un hueco en la rotación. No ha sido inscrito en los play-offs de 2013 NBA y desde entonces, está sin equipo.[cita requerida]

## Estadísticas

### Temporada regular
| Año     | Equipo        | PJ  | PT  | MPP  | %TC  | %3P  | %TL  | RPP | APP | ROB | TPP | PPP |
| ------- | ------------- | --- | --- | ---- | ---- | ---- | ---- | --- | --- | --- | --- | --- |
| 2002–03 | L.A. Clippers | 66  | 12  | 20.9 | .401 | .319 | .752 | 2.4 | 2.9 | 1.5 | .2  | 7.4 |
| 2003–04 | L.A. Clippers | 58  | 50  | 30.3 | .388 | .340 | .733 | 3.0 | 4.8 | 1.6 | .3  | 8.5 |
| 2004–05 | L.A. Clippers | 50  | 41  | 33.1 | .414 | .371 | .720 | 3.2 | 6.1 | 1.7 | .3  | 9.9 |
| 2005–06 | Minnesota     | 75  | 49  | 28.0 | .399 | .301 | .688 | 3.1 | 3.9 | 1.4 | .3  | 7.8 |
| 2006–07 | Minnesota     | 70  | 13  | 22.2 | .418 | .376 | .761 | 2.6 | 2.1 | 1.1 | .2  | 5.3 |
| 2007–08 | Minnesota     | 75  | 56  | 29.2 | .430 | .362 | .742 | 3.0 | 4.1 | 1.3 | .4  | 8.3 |
| 2008–09 | Memphis       | 53  | 0   | 11.4 | .331 | .393 | .707 | 1.2 | 1.4 | .6  | .2  | 2.6 |
| Total   |               | 447 | 221 | 25.2 | .404 | .344 | .730 | 2.7 | 3.6 | 1.3 | .2  | 7.1 |

## Vida personal
Estuvo casado con la top-model internacional brasileña Adriana Lima desde 2009 a 2014, se casaron en un evento que tuvo lugar el día de San Valentín, el 14 de febrero de 2009, realizado en secreto y por lo civil. En mayo de ese mismo año, el representante de la modelo confirmó a la revista People que Lima estaba embarazada de tres meses. Adriana dio a luz el 16 de noviembre de 2009 a una niña llamada Valentina. El 20 de marzo de 2012, se anunció la espera de un segundo hijo.
El 13 de septiembre se anuncia el nacimiento de su segunda hija, Sienna.
Finalmente se anunció en mayo de 2014 que el matrimonio se había acabado.